# Aldebaran (komiks)
Aldebaran – francuska seria komiksowa z gatunku science fiction, autorstwa Luiza Eduarda de Oliveiry, tworzącego pod pseudonimem "Leo", opublikowana przez wydawnictwo Dargaud w pięciu tomach w latach 1994–1998. W Polsce seria ukazała się nakładem wydawnictwa Siedmioróg (tylko tomy 1. i 2. w 2002) i Egmont Polska (wszystkie tomy w jednym albumie zbiorczym w 2009). Kontynuacjami Aldebarana są serie komiksowe: Betelgeza, Antares, Ocaleni, Powrót na Aldebarana, Neptun oraz niewydany dotąd po polsku cykl Bellatrix.

## Fabuła
Na skolonizowanej przez ludzi planecie Aldebaran zaczynają się dziać niesamowite rzeczy. Najpierw tajemniczo giną statki kosmiczne próbujące dostać się na Aldebarana, potem mieszkańcy planety zupełnie tracą kontakt z Ziemią. Okazuje się też, że planeta wciąż skrywa wiele tajemnic, zamieszkują ją niezwykle groźne zwierzęta, które próbuje badać grupa biologów, w czym, z nieznanych powodów, przeszkadza im rząd i wszechwładny Kościół. Na tym tle dwójka ocalałych z katastrofy bohaterów próbuje dowiedzieć się, co tak naprawdę było przyczyną zagłady ich wioski i śmierci ich bliskich. Spotykają ich liczne przeciwności losu, przygody, zagadki, muszą się mierzyć z bezwzględnymi przeciwnikami.

## Tomy
| Tom | Tytuł i rok wydania polskiego                  | Tytuł i rok wydania oryginalnego |
| --- | ---------------------------------------------- | -------------------------------- |
| 1   | Zagłada (2002; w 2009 tom wyd. pt. Katastrofa) | La Catastrophe (1994)            |
| 2   | Blondynka (2002)                               | La Blonde (1995)                 |
| 3   | Fotografia (2009)                              | La Photo (1996)                  |
| 4   | Grupa (2009)                                   | Le Groupe (1997)                 |
| 5   | Istota (2009)                                  | La Créature (1998)               |